# Solbiate con Cagno
Solbiate con Cagno ist eine  italienische Gemeinde (comune) in der Provinz Como in der Lombardei.

## Lage und Einwohner
Die Gemeinde liegt etwa 12 Kilometer westsüdwestlich von der Provinzhauptstadt Como und etwa 8,5 Kilometer ostsüdöstlich von Varese. Das Gemeindegebiet gehört zum Parco Valle del Lanza. Zum 1. Januar 2019 wurde die Gemeinde aus den heutigen Fraktionen Solbiate und Cagno gebildet. Der Verwaltungssitz der Gemeinde befindet sich in Solbiate. Sie hat 4677 Einwohner (Stand 31. Dezember 2023). 
Die Nachbargemeinden sind im Norden Cantello und Rodero, im Osten Valmorea und Albiolo, im Süden Beregazzo con Figliaro und Binago und im Westen Malnate.

## Verkehr
Durch die Gemeinde führt die frühere Strada Statale 342 Briantea (heute: Provinzstraße) von Bergamo nach Varese. Der Bahnhof an der früheren Bahnstrecke Como–Varese–Laveno ist mit dem Streckenteil zwischen Malnate und Grandate 1966 geschlossen worden.

## Sehenswürdigkeiten
- Alexanderkirche aus dem 17. Jahrhundert in Solbiate
- Quiricuskirche aus dem 17. Jahrhundert in Solbiate
- Kirche Johannes Paul II. in Cagno aus den 1980er-Jahren
- Georgskirche aus dem 11. bis 13. Jahrhundert
- Kirche Lorenzo e Fermo in Concagno, Mitte des 19. Jahrhunderts erbaut

## Persönlichkeiten
- Giuseppe Gorini Corio (* 1702 in Solbiate; † 1768 in Mailand), aus dem Luganeser Geschlecht der Gorini, er ließ in Italien Nachdichtungen der dramatischen Werke von Corneille, Racine und Molière aufführen, die in seinem Teatro tragico e comico (1732 und 1744) vereinigt wurden. Seine beste Tragödie ist Jezabel; von ihm stammen ferner Rime diverse (1724); Trattato della perfetta tragedia (1729); Politica, diritto e religione (1742).[2]